# Ludivine Manca
Ludivine Manca est une actrice française, née le 15 mars 1995 à Évry.

## Biographie
À partir de 2007, elle se fait connaître auprès du grand public en interprétant le rôle d'Élodie Estève dans la série Plus belle la vie. Une année auparavant, elle tient un rôle important dans le téléfilm Le Temps des secrets.

## Filmographie
Sauf indication contraire, les informations mentionnées dans cette section peuvent être confirmées par les bases de données cinématographiques IMDb et Allociné,  présentes dans la section « Liens externes ».

### Cinéma
- 2002 : Marie-Jo et ses deux amours de Robert Guédiguian
- 2014 : Repas de famille de Pierre-Henry Salfati : Léa

### Télévision

#### Séries télévisées
- 2004 - 2005 : Le Camarguais : Léa / Juliette
- 2007 - 2010, puis 2017 : Plus belle la vie : Élodie Estève
- 2008 : La Cour des grands : Nina Delorme
- 2012 : Week-end chez les toquées : Margot
- 2012 : Enquêtes réservées : Coraline Morel
- 2012 - 2015 : No Limit : Manon
- 2015 : Le Mystère du lac (mini-série) : Rachel
- 2015 : Joséphine ange gardien, épisode 77 (Dans la tête d'Antoine) : Salomé
- 2017 : Section de recherches, saison 12, épisode 1 (Avis de tempête) : Fanny
- 2020 : Ils étaient dix (mini-série) : Marilyn

#### Téléfilms
- 2003 : Y aura pas école demain de Philippe de Broca : Elsa
- 2004 : Les Eaux troubles : figurante
- 2004 : Le Menteur : Cécile
- 2005 : Rosalie s'en va de Jean-Dominique de La Rochefoucauld
- 2006 : Poussière d'amour de Philippe Venault : Aurélie
- 2006 : Le Temps des secrets de Thierry Chabert et Pierre Richard : Isabelle Cassignol
- 2013 : Un homme au pair